# هفتم آکورد

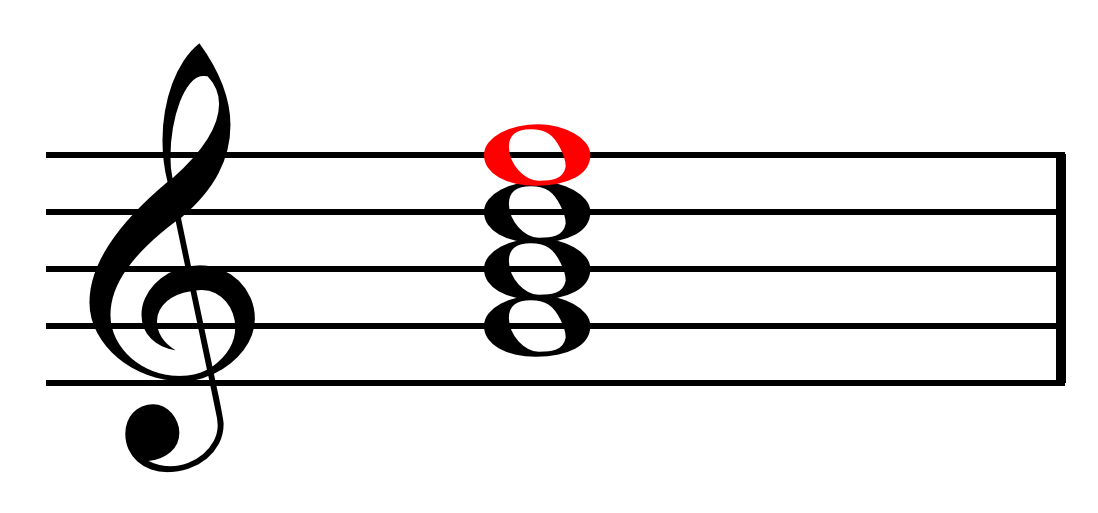
«هفتم آکورد» (نت فا به رنگ قرمز) روی درجه پنج گام دو ماژور

هفتم آکورد (انگلیسی: Seventh) در تئوری موسیقی، یک فاصله هفتم از درجه هفت گام، نسبت به نت پایه است.
به‌طور متعارف «هفتم آکورد» چه به صورت هفتم بزرگ یا هفتم کوچک اهمیتی بعد از پایه آکورد، پنجم آکورد و سوم آکورد را داراست اما در موسیقی کلاسیک و جاز در بعضی مواقع در کاربرد آکورد، ممکن است «پنجم آکورد» حذف شود.
در «دوران قواعد مشترک» هفتم آکورد، معمولاً روی درجه پنج (V) گام قرار می‌گرفت و در حالت «پایگی» یا معکوس، فاصله ای «ناپایدار» و «نا مطبوع» شناخته شده و از این رو می‌بایست به‌طور پیوسته به یک نت پایین‌تر از خود حل شود.

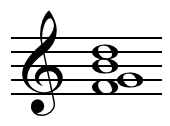
«هفتم آکورد» در بخش باس

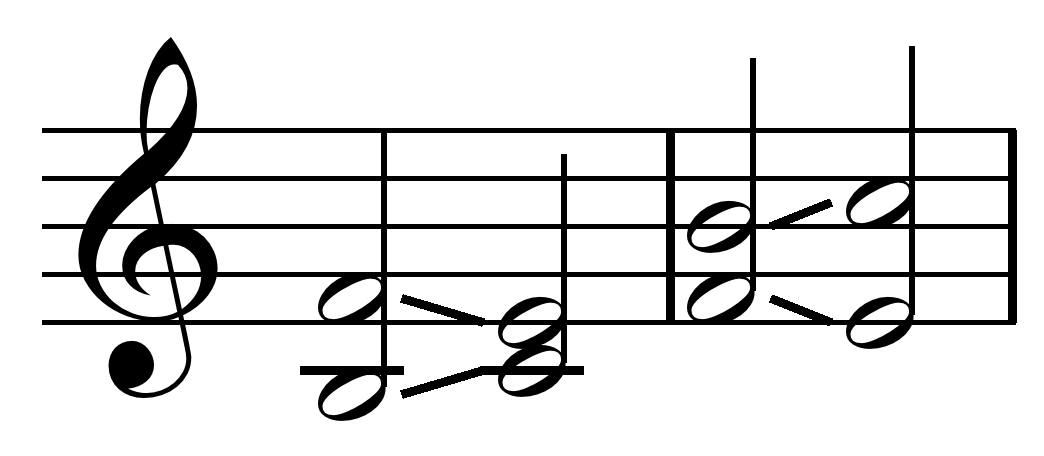
در این مثال «هفتم آکورد» (نت فا) در دو وضعیت روی نت می (درجه یک گام دو ماژور) حل شده‌است